# Бернар Рахі
Бернар Рахі (фр. Bernard Rahis, 12 лютого 1933, Бліда — 16 березня 2008) — французький футболіст, що грав на позиції нападника, зокрема за «Нім-Олімпік» та національну збірну Франції.

## Клубна кар'єра
У дорослому футболі дебютував 1954 року виступами за команду «Нім-Олімпік», в якій провів дев'ять сезонів, взявши участь у 241 матчі чемпіонату.  Більшість часу, проведеного у складі «Нім-Олімпіка», був основним гравцем атакувальної ланки команди. У складі «Нім-Олімпіка» був одним з головних бомбардирів команди, маючи середню результативність на рівні 0,42 гола за гру першості.
Згодом з 1963 по 1964 рік грав за швейцарський «Серветт» та «Лілль».
Завершував ігрову кар'єру в «Ансі», за який виступав протягом 1964—1966 років.

## Виступи за збірну
1959 року дебютував в офіційних матчах у складі національної збірної Франції.
Загалом протягом трирічної кар'єри в національній команді провів у її формі 3 матчі, забивши один гол.

## Кар'єра тренера
Після завершення ігрової кар'єри за деякий час повернувся до футболу вже як тренер. У 1969–1978 роках працював з низкою французьких аматорських команд.
Помер 16 березня 2008 року на 76-му році життя.